# Neri Cardozo
Pour les articles homonymes, voir Cardozo.
Neri Cardozo, né le 8 août 1986 à Mendoza, est un footballeur argentin évoluant au poste de milieu de terrain.

## International
Il a porté une fois le maillot de l'équipe d'Argentine. C'était le 18 avril 2007 face au Chili dans sa ville natale, et la rencontre s'est terminée sur un match nul 0-0. Il avait auparavant intégré les équipes de jeunes (-19 ans, -20 ans) du pays, participant même à la Coupe du monde de football des moins de 20 ans 2005 où l'Argentine s'est classée 1er. 